# Thomas Foldbjerg
Thomas Foldbjerg (født 17. juni 1981) fungerer som assistenttræner og talentchef for basketballholdet Team FOG Næstved. Derudover fungerer Foldbjerg som cheftræner for det danske U14 herrelandshold.

## Karriere
I 2001 blev Foldbjerg ansat som cheftræner for Næstved mens de lå i 1. division, men efter to sæsoner i denne stilling rejste han til Island for at blive cheftræner for Breidabliks elite herre- og damehold.
I 2006 var han tilbage i Danmark hvor han for en kort periode fungerede som cheftræner hos Sisu Copenhagen og sidenhen Hørsholm 79'ers, men i 2007 vendte han hjem til Næstved efter tre års fravær.